# Synegia punctinervis
Synegia punctinervis là một loài bướm đêm trong họ Geometridae.